# 幼なじみは女の子になぁれ
『幼なじみは女の子になぁれ』（おさななじみはおんなのこになぁれ）は、森下真央による日本の漫画作品。作者が同人誌として発表した「幼なじみはオンナノコになぁれ」を改題の上、『イブニング』（講談社）にて2013年19号より2015年10号まで連載された。全41話。通称は「おさなぁれ」など。
妖精に女の子になってしまう魔法をかけられた少年、小山内伊織と彼（彼女）の周囲の人々が巻き起こす騒動を描いたコメディ作品。作者のデビュー作であり、掲載誌には「トランスセクシャル（性転換）ドタバタコメディ」と紹介されている。

## 登場人物
小山内 伊織（おさない いおり） / 山内 詩織（やまうち しおり）
主人公兼メインヒロイン。幼なじみの秀一が妖精シルフィに願った「かわいい幼馴染の女の子が欲しい」という願いをかなえるため、彼女の魔法によって女の子の姿にされてしまう。授業中にたびたび居眠りをしては、その隙を突いて女の子にされてしまうこともある。「自分は男だ」と念じることによりシルフィの魔法を解くことができるが、これは滅多にできることではないらしく、シルフィに執着される原因となっている。逆に、自分が女の子であることを認識させられるような出来事（鏡を見る、体を触られるなど）に遭うと、一時的に男の姿に戻れなくなることがある。
帰宅部だが運動神経は良好で体力もある方。女の子の時は非力なドジっ娘になるが、代わりに家事の腕（特に料理）が上手くなる。これは秀一の好みが反映されるため。逆に男の時に作る料理は毒物レベルで、食べた人を全員昏倒させている。
母親に女の子姿を目撃された際、正体を隠すためにとっさに名乗った偽名が「山内詩織」で、秀一が学校に広めたために女の子の姿の時はクラスメイト達にも「詩織」と呼ばれている。当然のことながらアイデンティティは少年のそれであり、女の子にされることは嫌がっているが、女の子の姿の方が得な場合にはあえて「詩織」のままになっていることがあるなど、ちゃっかりした面もある。
前頭部からアホ毛がはねており、それは「詩織」になっても変わらない。
シルフィ
魔法の国からやってきた妖精。公園の池で溺れているところを秀一に助けてもらい、そのお礼として彼の「幼馴染の女の子が欲しい」という願いをかなえるために伊織を女の子の姿に変える。これは、「いかに魔法と言えどもゼロから存在しなかった人間を作り出すことはできない」「魔法には過去に干渉する力がないので、どこかの女性を秀一の幼馴染だったことにするのも無理である」ため。
実家はかなりの上流階級らしく、「ですわ」などとお嬢様らしい話し方をするが、性格はかなり執念深い。自分のかけた魔法を解いてしまう伊織にはいたくプライドを傷つけられており、伊織を女の子のままにしておくことに固執している。また、虫扱いされると激怒するが、防虫グッズに弱いなど、生態は虫に似た部分がある。
刑部 秀一（おさかべ しゅういち）
伊織の幼馴染。両親（母親の名前は「ひろみ」という）が転勤しているため、伊織の家に居候している。伊織が女の子になってしまったことについては困惑しつつも、自分の好みが反映された存在であるため「これはこれでアリ」などと発言して伊織を怒らせている。また、からかう目的で伊織に「詩織」への変身を要求することがある。
とはいえ、本来の願いは「可愛い幼なじみの女の子が欲しい」であり「幼なじみを女の子にしてくれ」ではないため、必要以上に伊織を女の子にすることは望んでいない。また、柳瀬の伊織への片思いに気付いているようで、密かに2人の仲を応援するような振る舞いをすることもある。
柳瀬 みゆ（やなせ みゆ）
伊織のクラスメイトの少女。ツインテールが特徴。雨の日に伊織が自分に傘を貸して、彼自身は濡れて帰っていった姿を見てから彼に好意を抱いており、伊織と結婚する夢を見るほど。そのため、伊織が「詩織」になってしまうことについては、他のクラスメイトたちと異なり困惑している。伊織が一時的に元に戻れなくなり家に帰れなくなったときには自分の家に泊めてやり、そのことをきっかけに、伊織からは下の名前で呼ばれるようになり、周囲から勘繰りを受けている。
何度か伊織に告白をしようとするが、その度にシルフィなどの邪魔が入り、果たせずにいる。
新崎 すみれ（あらさき すみれ）
伊織たちの学校の先生で副担任。なかなかの美女なのだが、年齢が理由で失恋した経験から若さにコンプレックスを抱いており、「美女より美少女と呼ばれたい」と公言し、アンチエイジングにも余念がない。「詩織」に対して「女の子として」ライバル心を抱き、ことあるごとに張り合おうとする。一方で「大人の魅力がある」と言われてから、秀一のことが気になっている。
「詩織」のことを敵対視していたが、第40話では伊織に対するセラフィの行き過ぎた行動を阻止し、教え子想いの面を見せた。
なお、周囲の人々には苗字ではなく名前で呼ばせているが、これは「新崎」が「アラサー」に聞こえるのが嫌なため。
伊織の母
息子が女の子に変身することを知らない。女の子になった伊織のことは、「秀一の彼女の山内詩織」として認識している。「詩織」が来た（？）時には夕食に誘ったり、何度か会っただけの「詩織」に服を買ってやるなど、おおらかで包容力のある性格。しかし、秀一との仲を聞きたがったり二人の様子を影から覗いていたりなど、息子や秀一の恋愛関係に興味津々な面も持ち合わせている。
家庭訪問に来たすみれと意気投合し、飲み友達になっている。
ゆうな
伊織が詩織の姿になっている時に出会った女の子。母親の誕生日にケーキを買おうとするも値上がりしてお金が足りなかったため、伊織がおまけしてもらったことにしてこっそり差額を出している。伊織は彼女を怖がらせないように女の子らしい言葉遣いで接していたが、別れた後もしばらく言葉遣いが戻らなくなった。
相原（あいはら）
伊織のクラスメイトの少女で、女子テニス部所属。下の名前は不明。部は人数不足らしく、「詩織」に助っ人を頼むが、詩織が運動苦手で使えないと見るや、伊織を無理やり女装させて試合に出そうとするなど、強引な性格をしている。
佐々山 幸一郎（ささやま こういちろう）
伊織のクラスの担任。おおらかでノリのいい性格（伊織が女性化されてしまうに際して、トイレの使用や体育の着替え場所についてクラスで議論させていた）だが、暴走気味のすみれに対してはツッコミ役になる。
矢島文香（やじま ふみか）
新聞部副部長。メガネとポニーテールが特徴。伊織が女の子に変身するという噂を聞いて取材にやってくる。伊織の秘密を知ることには成功するが、階段で足を踏み外して落ちそうになったところを彼に救われた恩や、変身の件をそっとしておいてほしいと言う本人の意思を尊重して記事にはしないなど、筋は通す性格。
みゆの両親
みゆが家に連れてきた友達に泊まることをすすめるなど、娘の交友関係を後押しする包容力のある人たち。父親の方は娘の女友達には優しいが、娘に男性が親しく接近してくることには異常に嫌悪し、伊織にも敵意をむき出しにしてきた（母親の方は、その点については多少容認しているような態度が見られる）。母親の方は、「詩織」が泊まりに来たときにスキンシップをさせて娘との親睦を図ろうとするなど、伊織の母親と似たような性格をしている。
円城寺 彩人（えんじょうじ さいと）
私立の名門校に通う中学生。曲がり角で詩織にぶつかって彼女の胸に顔を埋めると言う出会いをきっかけに一目ぼれ。詩織の学校に押し掛け、デートに誘うなど、行動的な性格。家はかなりの資産家であるらしく、大きな自宅に住んでいる。
病気の母親
「成天記念病院」という病院に入院している母親。男の子二人の息子がいる。
息子兄弟が妖精を捕まえた（伊織を待ち伏せしているときに捕虫網で捕らえられてしまったシルフィ）と言って見せに来たとき、息子たちにかわいそうだからと諭してシルフィを解放させた。
シルフィはそのお礼に願い事を叶えると言うと、息子たちの幸せを挙げた。しかし、病状が深刻なものであることを察したシルフィから「あなたが元気になることが子供たちの一番の幸せ」と言われ、魔法で病気を治してもらった。
徳田（とくだ）
新聞部部長。下の名前は不明。文香が伊織の秘密を記事にしなかったため、自ら取材に乗り出す。かなり強引でしつこい性格。
セラフィ
シルフィの母親。娘と異なり、普通の人間と同じ体型・頭身をしている。娘の未熟さを見かねて人間界にやってきて、伊織を完全な女の子にしようとするが、最終的には娘の決意と秀一の伊織への想いを認めて妖精界へ帰って行った。

## 書誌情報
- 森下真央 『幼なじみは女の子になぁれ』 講談社〈イブニングKC〉、全3巻
  1. 2014年4月23日発売[3]、ISBN 978-4-06-354505-0
  2. 2014年10月23日発売[4]、ISBN 978-4-06-354540-1
  3. 2015年6月23日発売[5]、ISBN 978-4-06-354579-1